# Sysisaari (ö i Mellersta Finland)
Sysisaari är en ö i Finland. Den ligger i sjön Salosvesi och Pettämä och i kommunen Jämsä i landskapet Mellersta Finland, i den södra delen av landet, 220 km norr om huvudstaden Helsingfors. Öns area är 0,2 hektar och dess största längd är 90 meter i sydväst-nordöstlig riktning.